# 埼玉県道113号川越新座線

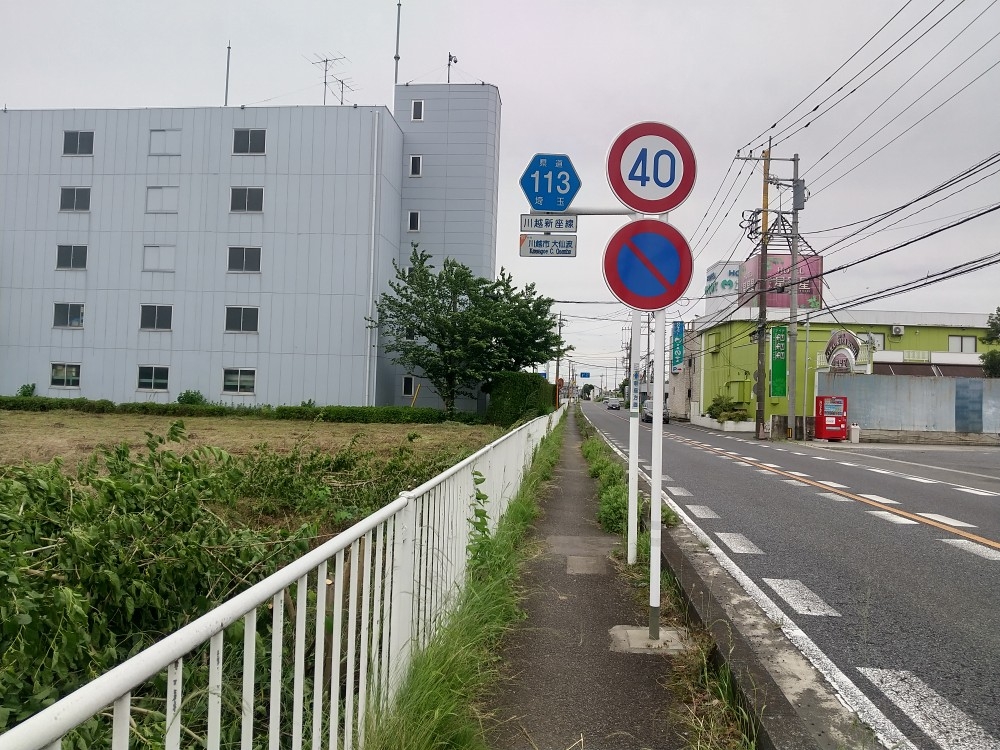
川越市大仙波付近

埼玉県道113号川越新座線（さいたまけんどう113ごう かわごえにいざせん）は、埼玉県川越市と埼玉県新座市を結ぶ県道である。

## 概要
起点は埼玉県川越市の小仙波中交差点。富士見市に入った後、埼玉県道56号さいたまふじみ野所沢線とびん沼川を超えるまで重複する。
国道463号と交差すると市場坂上交差点まで埼玉県道36号保谷志木線と重複し、以降は終点まで単独区間となる。東武東上線をオーバーパスで通過し、国道254号と交差する大和田交差点が終点となる。
中宗岡一丁目交差点から大和田中町交差点の間はかつて浦和所沢バイパス（現・国道463号の一部）が開通するまでの主要地方道浦和所沢線だった区間である。
志木市の区間については緊急輸送道路に指定されている。

## 一般名称
- 宿通り（上宗岡2丁目交差点 - 中宗岡1丁目交差点）
- いろは通り（中宗岡1丁目交差点 - 志木市役所前交差点）
- 本町通り（志木市役所前交差点 - 市場坂上交差点）
- 志木大通り（市場坂上交差点 - 志木市新座市境）

## 起点・終点
- 起点：埼玉県川越市大字小仙波（国道16号交点）
- 終点：埼玉県新座市大和田（国道254号交点）

## 地理

### 通過する自治体
- 埼玉県
  - 川越市
  - 富士見市
  - 志木市
  - 新座市

### 交差する道路
| 交差する道路                               | 交差する道路                               | 交差点名     | 所在地   | 所在地   |
| ------------------------------------------ | ------------------------------------------ | ------------ | -------- | -------- |
| 国道16号                                   | 国道16号                                   | 小仙波中     | 川越市   | 小仙波   |
| 埼玉県道335号並木川崎線                    | 埼玉県道180号南古谷停車場線                | 南古谷駅前   | 川越市   | 並木     |
| 埼玉県道56号さいたまふじみ野所沢線         | -                                          | 東大久保橋北 | 富士見市 | 東大久保 |
|                                            | 埼玉県道56号さいたまふじみ野所沢線         | 東大久保     | 富士見市 | 東大久保 |
| 埼玉県道272号東大久保ふじみ野線            | -                                          |              | 富士見市 | 東大久保 |
| 埼玉県道334号三芳富士見線                  | -                                          | 富士見高入口 | 富士見市 | 上南畑   |
| 国道463号（浦和所沢バイパス）              | 国道463号（浦和所沢バイパス）              | 上宗岡2丁目  | 志木市   | 上宗岡   |
| （袋橋通り）                               | 埼玉県道215号宗岡さいたま線（蓮田通り）    | 上宗岡5丁目  | 志木市   | 上宗岡   |
| 国道254号（和光富士見バイパス）            | 国道254号（和光富士見バイパス）            | 上宗岡1丁目  | 志木市   | 上宗岡   |
| 埼玉県道40号さいたま東村山線（いろは通り） | 埼玉県道40号さいたま東村山線（いろは通り） | 中宗岡1丁目  | 志木市   | 中宗岡   |
| -                                          | 埼玉県道266号ふじみ野朝霞線                | 志木市役所前 | 志木市   | 中宗岡   |
| 埼玉県道36号保谷志木線（本町通り）         |                                            | 市場坂上     | 志木市   | 本町     |
|                                            | （パルシティ通り）                         | 志木小前     | 志木市   | 本町     |
| （ユリノ木通り）                           | （ユリノ木通り）                           | 柏町4丁目    | 志木市   | 柏町     |
|                                            | （愛宕通り）                               | 幸町1丁目    | 志木市   | 幸町     |
|                                            | （東北通り）                               | 新座1丁目    | 新座市   | 新座     |
| （はなみずき通り）                         |                                            | 新座団地入口 | 新座市   | 大和田   |
| 埼玉県道109号新座和光線（旧川越街道）      | 埼玉県道109号新座和光線（旧川越街道）      | 大和田中町   | 新座市   | 大和田   |
| 国道254号（川越街道）                      | 国道254号（川越街道）                      | 大和田       | 新座市   | 大和田   |

### 重複する区間
- 埼玉県道56号さいたまふじみ野所沢線（埼玉県富士見市大字東大久保「東大久保橋北交差点」 - 「東大久保交差点」）
- 埼玉県道36号保谷志木線（埼玉県志木市上宗岡二丁目「上宗岡二丁目交差点」 - 本町二丁目「市場坂上交差点」）
- 埼玉県道40号さいたま東村山線（埼玉県志木市中宗岡一丁目「中宗岡一丁目交差点」 - 本町二丁目「市場坂上交差点」）
- 埼玉県道266号ふじみ野朝霞線（埼玉県志木市中宗岡一丁目「志木市役所前交差点」 - 本町二丁目「市場坂上交差点」）
- 埼玉県道109号新座和光線支線（埼玉県新座市大和田一丁目「大和田中町交差点」 - 大和田一丁目「大和田交差点」）[2]

### 交差する鉄道と河川
- 九十川（九十橋）
- JR■川越線
- びん沼川
- 新河岸川（いろは橋）
- 柳瀬川（栄橋）
- 東武東上本線

### 沿線の施設
| 施設                           | 所在地   |
| ------------------------------ | -------- |
| 川越ケーブルテレビ             | 川越市   |
| ウニクス南古谷                 | 川越市   |
| JR南古谷駅                     | 川越市   |
| 埼玉県立川越高等技術専門校     | 川越市   |
| 川越税務署                     | 川越市   |
| 埼玉県総合治水事務所           | 川越市   |
| 南古谷病院                     | 川越市   |
| 川越市立南古谷中学校           | 川越市   |
| 川越北消防署南古谷分署         | 川越市   |
| 埼玉県立富士見高等学校         | 富士見市 |
| 難波田城公園                   | 富士見市 |
| 立教大学総合グラウンド         | 富士見市 |
| 富士見市運動公園               | 富士見市 |
| 埼玉県立志木高等学校           | 志木市   |
| 志木市立宗岡第四小学校         | 志木市   |
| 志木市役所                     | 志木市   |
| 志木消防署                     | 志木市   |
| さいたま地方法務局志木出張所   | 志木市   |
| 志木市立志木小学校             | 志木市   |
| 新座消防署大和田分署           | 新座市   |
| 東武バスウエスト新座営業事務所 | 新座市   |
| 埼玉県立新座柳瀬高等学校       | 新座市   |

## ギャラリー

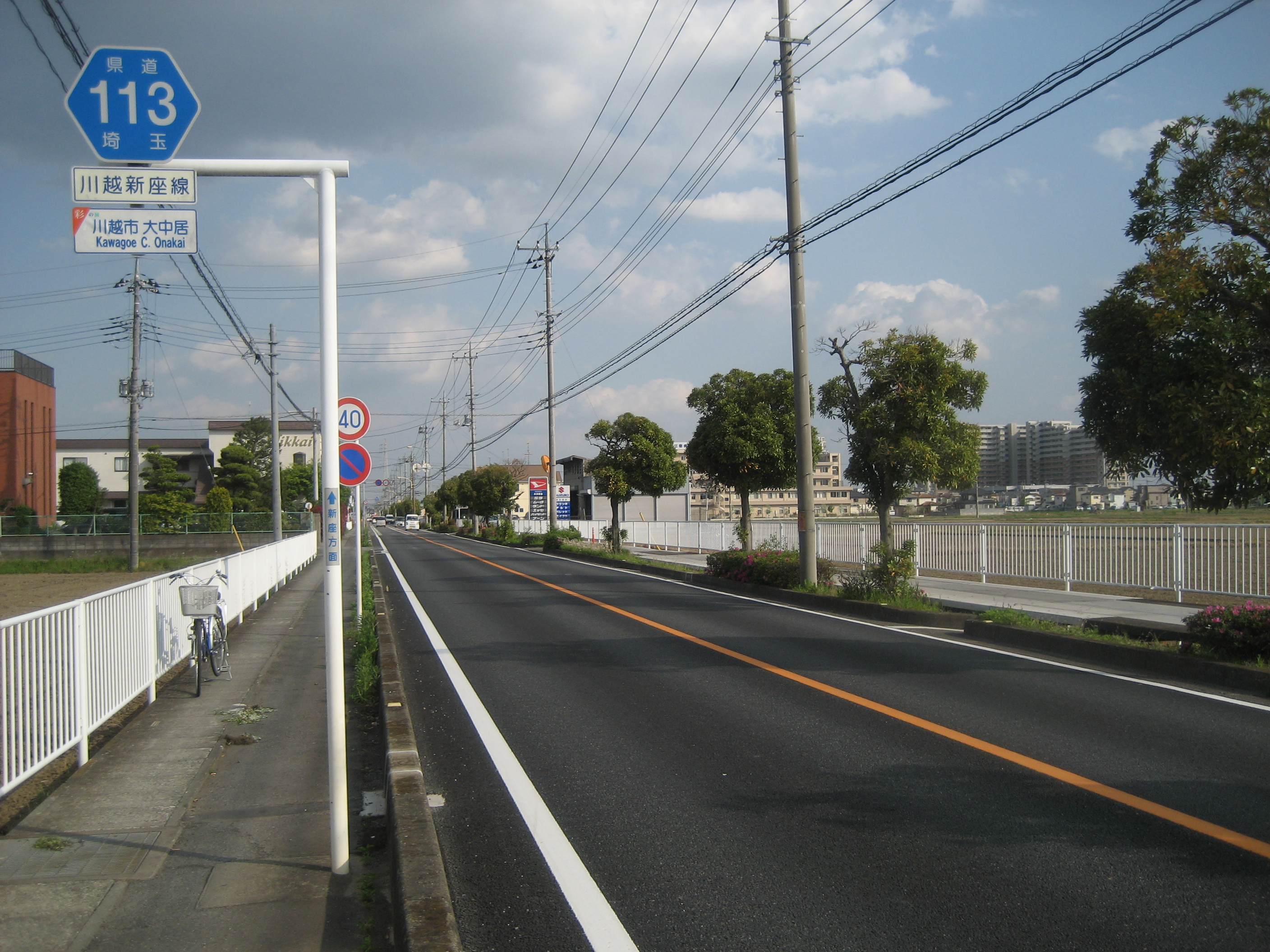
川越市大中居付近
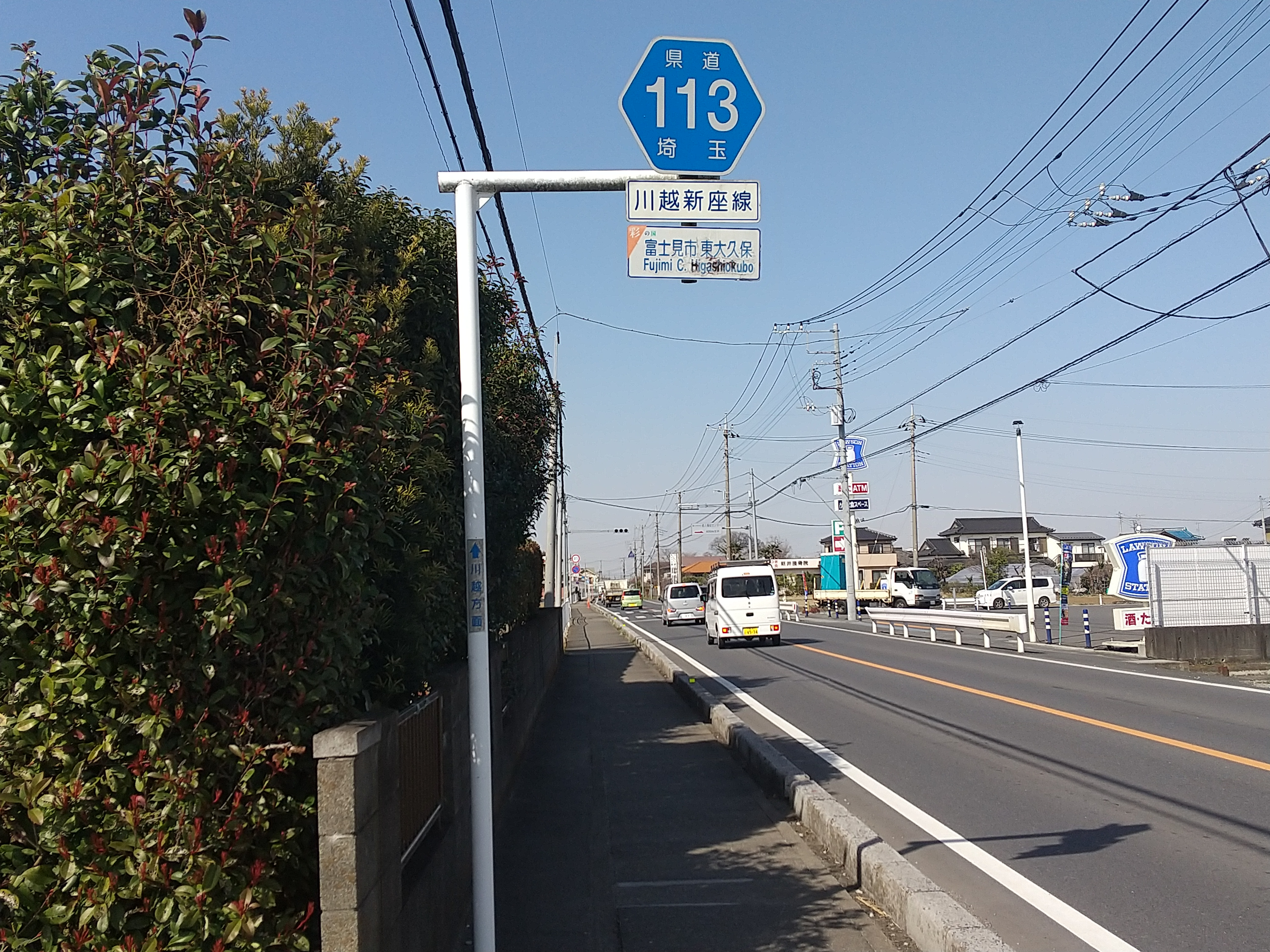
富士見市東大久保付近
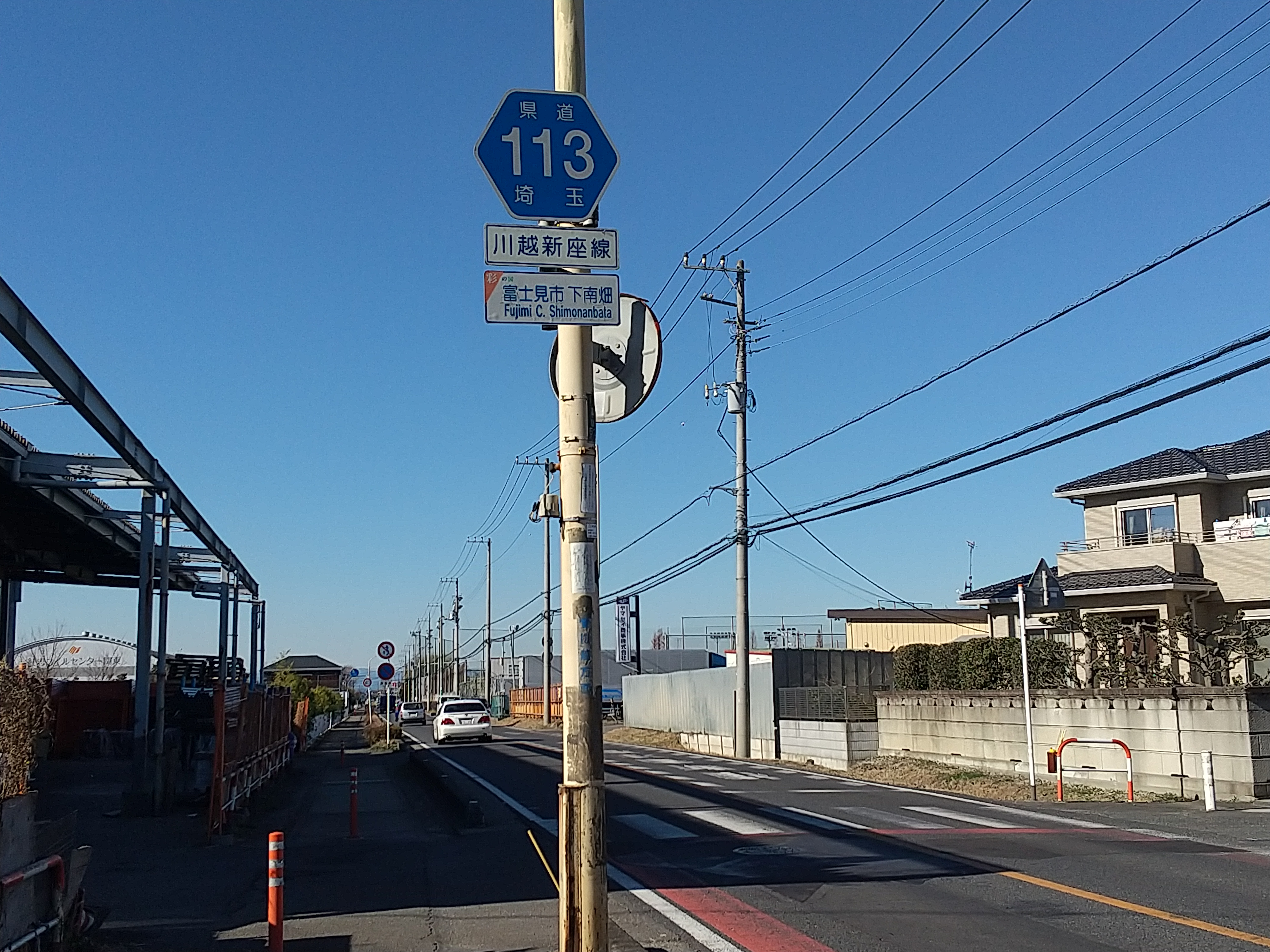
富士見市下南畑付近
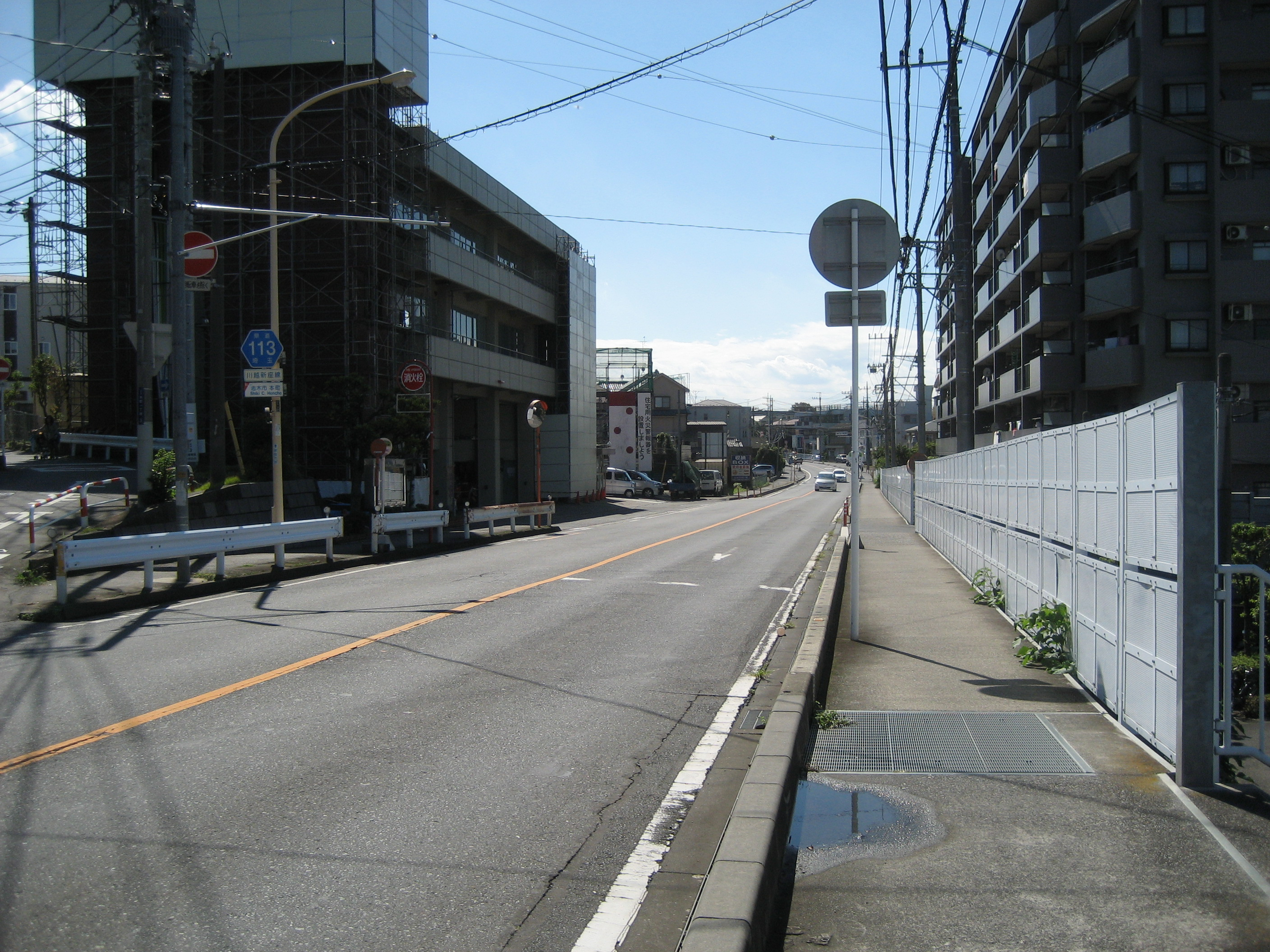
志木市本町付近
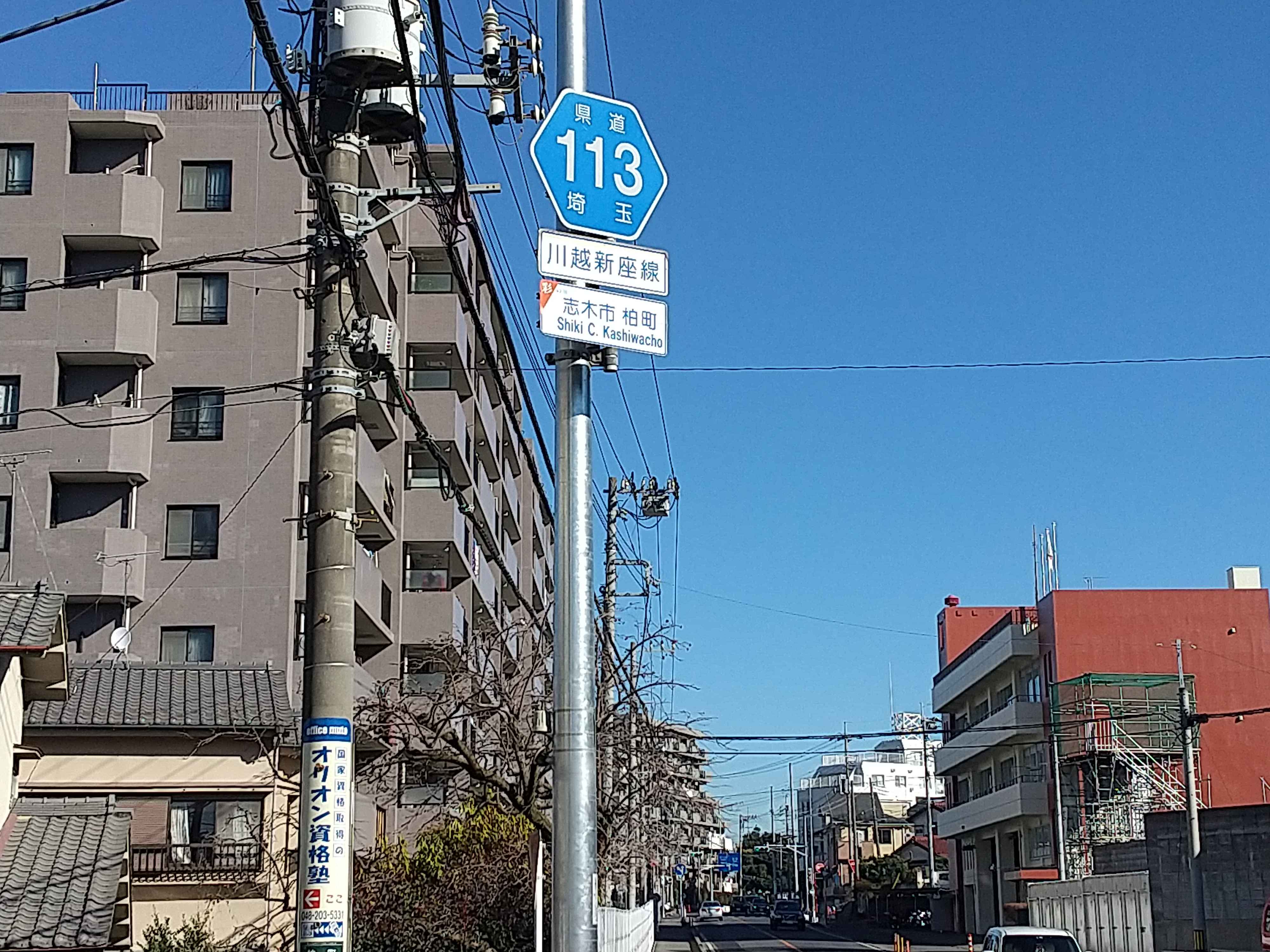
志木市柏町付近